# カンティガ

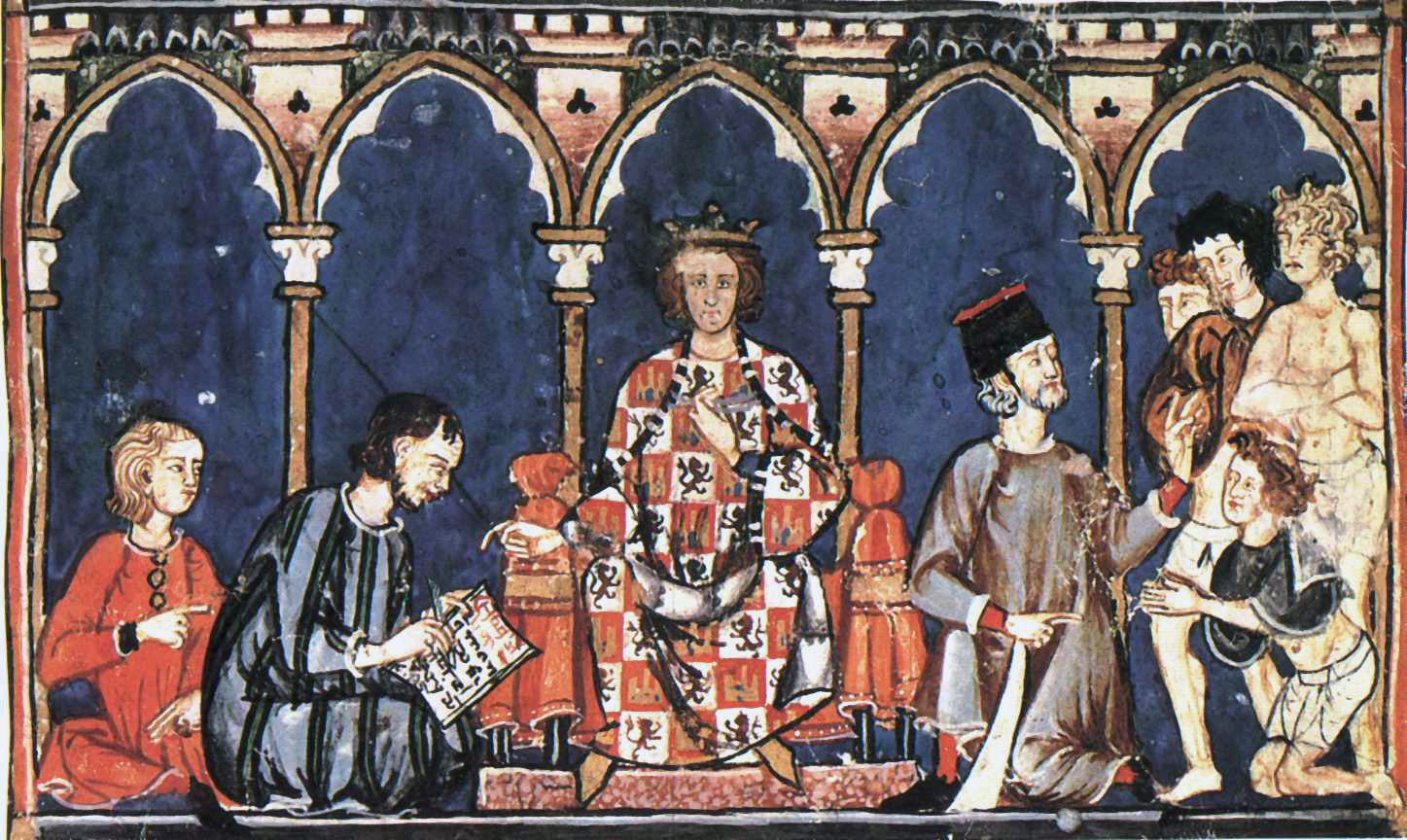
アルフォンソ10世と宮廷

カンティガ (Cantiga) とは、中世西洋音楽のひとつで、イベリア半島における単旋律の歌曲。頌歌（しょうか）ともいう。
とりわけ名高い曲集は、13世紀レコンキスタの盛んなイベリア半島で王であったアルフォンソ10世（El Sabio賢王）が編纂した「聖母マリアのカンティーガ集」(Cantigas de Santa María、「聖母マリア頌歌集」とも)である。この手稿本はガリシア語による聖母マリアによる救済とその奇跡の讃歌を中心をした詩に、ネウマ譜によってつけられた400曲以上の音楽と、細密画を含む。詩はトルバドゥール抒情歌の歌詞を持っているが、音楽はさらに古いとされる。
また、モンセラートの朱い本(Llibre Velmell de Monserrat)はスペインカタルーニャのモンセラート修道院に伝えられた10曲からなる素朴で美しい曲集である。いずれもアラブ音楽の影響を受けている。